# توربینکتومی
توربینکتومی (به انگلیسی: Tubinectomy) روشی است که در آن همه یا بخشی از قسمت استخوانی وابسته به غشای مخاطی بینی برداشته می‌شود.
این روش برای رفع انسداد بینی استفاده می‌شود. البته در کنار درمان در این روش بخشی از اعصاب بینی که عبور هوا را گزارش می‌کنند نیز برداشته می‌شود که این کار موجب بروز سندرم بینی خشک می‌شود.